# Tiberias
Tiberias (phát âm là / taɪbɪəri.əs /; tiếng Do Thái: טְבֶרְיָה, Tverya; tiếng Ả Rập: طبرية, Ṭabariyyah) là một thành phố ở bờ phía tây của biển Galilee, Hạ Galilee, Israel. Được thành lập trong 20 CE, nó được đặt tên theo vị hoàng đế Tiberius.
Tiberias đã được tôn kính trong đạo Do Thái từ giữa thế kỷ thứ 2 và từ thế kỷ 16, đã được xem là một trong bốn thành phố của Do Thái giáo, cùng với Jerusalem, Hebron và Safed. Trong thế kỷ 2-10, Tiberias là thành phố người Do Thái lớn nhất ở miền Galilê, và các trung tâm chính trị và tôn giáo của người Do Thái của Palestine. Theo truyền thống Kitô giáo, Chúa Giêsu thực hiện một số phép lạ ở huyện Tiberias, làm cho nó một địa điểm hành hương quan trọng cho các Kitô hữu mộ đạo. Tiberias được biết đến với suối nước nóng của nó, ta tin rằng để chữa bệnh da và các bệnh khác, trong hàng ngàn năm. 